# Associazione Calcio Trento 1921 2020-2021
Questa voce raccoglie le informazioni riguardanti l'AC Trento 1921 S.S.D. nelle competizioni ufficiali della stagione 2020-2021.

## Divise e sponsor
Il fornitore tecnico per la stagione 2020-2021 è Macron, mentre gli sponsor di maglia sono Wolf e Trentino.

## Rosa
| N. |                    | Ruolo | Calciatore          |
| -- | ------------------ | ----- | ------------------- |
| 1  | Italia (bandiera)  | P     | Matteo Cazzaro      |
| 2  | Italia (bandiera)  | D     | Lorenzo Affollati   |
| 2  | Italia (bandiera)  | D     | Davide Galazzini    |
| 3  | Italia (bandiera)  | D     | Lorenzo Contessa    |
| 4  | Italia (bandiera)  | D     | Andrea Trainotti    |
| 5  | Italia (bandiera)  | C     | Giacomo Pettarin    |
| 5  | Brasile (bandiera) | C     | Gabriel Nunes       |
| 6  | Italia (bandiera)  | D     | Simone Salviato     |
| 7  | Italia (bandiera)  | C     | Carlo Caporali      |
| 8  | Italia (bandiera)  | A     | Luca Belcastro      |
| 9  | Albania (bandiera) | A     | Grasjan Aliù        |
| 10 | Italia (bandiera)  | A     | Simone Pietribiasi  |
| 10 | Italia (bandiera)  | A     | Luca Rivi           |
| 11 | Italia (bandiera)  | A     | Emiliano Pattarello |
| 13 | Italia (bandiera)  | D     | Alex Nicolae Bran   |

| N. |                   | Ruolo | Calciatore           |
| -- | ----------------- | ----- | -------------------- |
| 14 | Italia (bandiera) | D     | Luca Tinazzi         |
| 15 | Italia (bandiera) | C     | Tommaso Bonomi       |
| 17 | Italia (bandiera) | A     | Tommaso Comper       |
| 18 | Italia (bandiera) | C     | Vincenzo Gatto       |
| 19 | Italia (bandiera) | D     | Victor Amadori       |
| 20 | Italia (bandiera) | C     | Paolo Pinto          |
| 21 | Italia (bandiera) | C     | Wilfred Osuji        |
| 22 | Italia (bandiera) | P     | Mattia Ronco         |
| 23 | Italia (bandiera) | D     | Matteo Dionisi       |
| 24 | Italia (bandiera) | C     | Zeno Pilastro        |
| 26 | Italia (bandiera) | C     | Gabriel Santuari     |
| 27 | Italia (bandiera) | A     | Daniele Ferri Marini |
| 28 | Italia (bandiera) | D     | Matteo Ronchi        |
| 29 | Italia (bandiera) | C     | Matteo Trevisan      |

## Calciomercato

### Sessione estiva(dal 01/07 al 30/10)
| Acquisti | Acquisti             | Acquisti     | Acquisti   |
| R.       | Nome                 | da           | Modalità   |
| -------- | -------------------- | ------------ | ---------- |
| P        | Mattia Ronco         | Pordenone    | prestito   |
| D        | Lorenzo Affollati    | L.R. Vicenza | svincolato |
| D        | Alex Bran            | Union Feltre | svincolato |
| D        | Lorenzo Contessa     | Padova       | prestito   |
| D        | Matteo Dionisi       | Savoia       | svincolato |
| D        | Simone Salviato      | Luparense    | prestito   |
| D        | Luca Tinazzi         | Inter        | prestito   |
| C        | Luca Belcastro       |              | svincolato |
| C        | Vincenzo Gatto       | Savoia       | svincolato |
| C        | Wilfred Osuji        | Savoia       | svincolato |
| C        | Zeno Pilastro        | Bologna      | svincolato |
| C        | Paolo Pinto          | Pordenone    | svincolato |
| A        | Grasjan Aliù         | Adriese      | svincolato |
| A        | Daniele Ferri Marini | Potenza      | svincolato |

| Cessioni | Cessioni           | Cessioni                | Cessioni      |
| R.       | Nome               | a                       | Modalità      |
| -------- | ------------------ | ----------------------- | ------------- |
| P        | Matteo Conci       | Casper College          | svincolato    |
| D        | Bakary Badjan      | Anaune Val Di Non       | svincolato    |
| D        | Riccardo Bonini    | Chievo                  | fine prestito |
| D        | Filippo Carella    | Virtus Bolzano          | svincolato    |
| D        | Stefano Dallavalle | Lavis                   | svincolato    |
| D        | Giovanni Di Paoli  | Anaune Val di Non       | svincolato    |
| D        | Michele Panizza    |                         | svincolato    |
| D        | Paolo Pellicanò    | Union S. Giorgio Sedico | svincolato    |
| C        | Nicola Battisti    | Rotaliana               | svincolato    |
| C        | Jacopo Fortunato   | Sandonà 1922            | svincolato    |
| C        | Matteo Marcolini   | Castelbaldo             | svincolato    |
| A        | Raffaele Baido     | Treviso                 | svincolato    |
| A        | Lorenzo Ferraglia  | Riva del Garda          | svincolato    |
| A        | Luca Rella         | Vipo Trento             | svincolato    |
| A        | Dario Sottovia     | Union S. Giorgio Sedico | svincolato    |

### Sessione invernale(dal 01/12 al 26/02)
| Acquisti | Acquisti            | Acquisti       | Acquisti   |
| R.       | Nome                | da             | Modalità   |
| -------- | ------------------- | -------------- | ---------- |
| P        | Matteo Conci        | Casper College | svincolato |
| D        | Davide Galazzini    | Sona           | svincolato |
| D        | Matteo Ronchi       | Rimini         | svincolato |
| C        | Gabriel Nunes       | Siena          | svincolato |
| A        | Emiliano Pattarello | Calvi Noale    | svincolato |
| A        | Luca Rivi           | Rimini         | svincolato |

| Cessioni | Cessioni            | Cessioni     | Cessioni      |
| R.       | Nome                | a            | Modalità      |
| -------- | ------------------- | ------------ | ------------- |
| D        | Lorenzo Affollati   | L.R. Vicenza | fine prestito |
| D        | Nicholas Pederzolli |              | svincolato    |
| C        | Giacomo Pettarin    | Union Feltre | svincolato    |
| A        | Pietro Fontana      | Vipo Trento  | svincolato    |
| A        | Stefano Pietribiasi |              | svincolato    |

### Operazioni successive alla sessione invernale
| Acquisti | Acquisti       | Acquisti  | Acquisti   |
| R.       | Nome           | da        | Modalità   |
| -------- | -------------- | --------- | ---------- |
| A        | Gabriel Borges | Luparense | svincolato |

| Cessioni | Cessioni | Cessioni | Cessioni |
| R.       | Nome     | a        | Modalità |
| -------- | -------- | -------- | -------- |

## Risultati

### Serie D

#### Girone di andata
| Arbitro: | Rodigari (Bergamo) |

|  |           |                       |
|  | Marcatori | 31’ Caporali 52’ Aliù |

| Arbitro: | Vailati (Crema) |

|               |           |              |
| Aliù 31’, 53’ | Marcatori | 22’ Pellielo |

| Arbitro: | Tesi (Lucca) |

|              |           |                       |
| Pozzebon 54’ | Marcatori | 13’ Caporali 33’ Aliù |

| Arbitro: | De Angeli (Milano) |

|           |           |             |
| Gatto 75’ | Marcatori | 57’ Valenti |

| Arbitro: | Tomasi (Lecce) |

|               |           |                |
| Corbanese 24’ | Marcatori | 9’ Pietribiasi |

| Arbitro: | Vogliacco (Bari) |

|  |           |                           |
|  | Marcatori | 22’ Pilastro 41’ Caporali |

| Arbitro: | Silvera (Valdarno) |

|                                  |           |  |
| Ferri Marini 48’ (rig.) Aliù 81’ | Marcatori |  |

| Arbitro: | Diop (Treviglio) |

|                             |           |                              |
| Fasolo 21’ Fabiano 45’, 89’ | Marcatori | 60’, 80’ (rig.) Ferri Marini |

| Arbitro: | Nigro (Prato) |

|                                          |           |                                |
| Caporali 24’ Ferri Marini 50’ Bonomi 76’ | Marcatori | 9’ (rig.) Marcolin 25’ Tibolla |

| Arbitro: | Gangi (Enna) |

|             |           |                                |
| Chajari 65’ | Marcatori | 44’ (rig.) Gatto 58’ Belcastro |

| Arbitro: | Iacobellis (Pisa) |

|                    |           |           |
| Aliù 12’ Gatto 72’ | Marcatori | 47’ Fasan |

| Arbitro: | D'Eusanio (Faenza) |

|                                |           |                                |
| Zanazzi 40’ Viviani 89’ (rig.) | Marcatori | 59’ Ferri Marini 78’ Affollati |

| Trento 7 aprile 2021, ore 15:00 CEST 13ª giornata | Trento           | 0 – 0 | Manzanese | Stadio Briamasco (0 spett.)\| Arbitro: \| Restaldo (Ivrea) \| |
| Arbitro:                                          | Restaldo (Ivrea) |       |           |                                                               |

| Arbitro: | Gauzolino (Torino) |

|                         |           |                                |
| Kaptina 41’ Timpone 81’ | Marcatori | 36’ Belcastro 42’ (aut.) Kicaj |

| Trento 20 gennaio 2021, ore 14:30 CET 15ª giornata | Trento                 | 0 – 0 | Adriese | Stadio Briamasco (0 spett.)\| Arbitro: \| Bortolussi (Nichelino) \| |
| Arbitro:                                           | Bortolussi (Nichelino) |       |         |                                                                     |

| Arbitro: | Sacchi (Macerata) |

|  |           |         |
|  | Marcatori | 9’ Aliù |

| Arbitro: | Djurdjevic (Trieste) |

|                                         |           |                |
| Belcastro 63’ Aliù 78’ Pattarello 90+3’ | Marcatori | 73’ Di Gennaro |

| Carlino 3 febbraio 2021, ore 14:30 CET 18ª giornata | Cjarlins Muzane  | 0 – 0 | Trento | Stadio Eros Della Ricca (0 spett.)\| Arbitro: \| Cerbasi (Arezzo) \| |
| Arbitro:                                            | Cerbasi (Arezzo) |       |        |                                                                      |

| Arbitro: | Silvestri (Roma 1) |

|                         |           |                                      |
| Aliù 10’, 82’ Gatto 47’ | Marcatori | 75’ (rig.), 90+2’ Torelli 89’ Tomasi |

#### Girone di ritorno
| Arbitro: | Cappai (Cagliari) |

|                                      |           |                          |
| Belcastro 11’ Galazzini 37’ Aliù 55’ | Marcatori | 68’ Metlika 69’ Giordano |

| Arbitro: | Leone (Barletta) |

|               |           |                          |
| Cicarevic 31’ | Marcatori | 2’ Aliù 60’ Ferri Marini |

| Arbitro: | Frosi (Treviglio) |

|                            |           |  |
| Belcastro 17’ Pilastro 21’ | Marcatori |  |

| Arbitro: | Bonacina (Bergamo) |

|  |           |                  |
|  | Marcatori | 75’ (rig.) Gatto |

| Trento 7 marzo 2021, ore 14:30 CET 24ª giornata | Trento            | 0 – 0 | Belluno | Stadio Briamasco (0 spett.)\| Arbitro: \| Burlando (Genova) \| |
| Arbitro:                                        | Burlando (Genova) |       |         |                                                                |

| Arbitro: | Arcidiacono (Acireale) |

|                        |           |                   |
| Gatto 28’ Contessa 44’ | Marcatori | 54’ Seno 57’ Gioè |

| Arbitro: | Peletti (Crema) |

|  |           |                         |
|  | Marcatori | 26’ Belcastro 50’ Gatto |

| Arbitro: | Bozzetto (Bergamo) |

|                       |           |                          |
| Aliù 6’ Belcastro 78’ | Marcatori | 31’ Fasolo 90+2’ Brigati |

| Arbitro: | Cadirola (Milano) |

|                            |           |                     |
| Marcolin 45+4’ Pilotti 76’ | Marcatori | 5’ (rig.) Belcastro |

| Arbitro: | Di Cicco (Lanciano) |

|                                             |           |           |
| Aliù 10’, 21’ Pilastro 55’ Gatto 58’ (rig.) | Marcatori | 26’ Forte |

| Arbitro: | Mucera (Palermo) |

|  |           |          |
|  | Marcatori | 52’ Aliù |

| Arbitro: | Luongo (Napoli) |

|                      |           |           |
| Belcastro 47’ (rig.) | Marcatori | 21’ Rossi |

| Arbitro: | Giacometti (Gubbio) |

|  |           |                |
|  | Marcatori | 32’ Pattarello |

| Arbitro: | Gigliotti (Cosenza) |

|                                |           |              |
| Osuji 12’ Belcastro 79’ (rig.) | Marcatori | 37’ Grezzani |

| Arbitro: | Angelillo (Nola) |

|  |           |                |
|  | Marcatori | 31’, 78’ Nunes |

| Arbitro: | Marangone (Udine) |

|                        |           |              |
| Aliù 25’ Belcastro 28’ | Marcatori | 38’ Sottovia |

| Arbitro: | Muccignato (Pordenone) |

|              |           |  |
| Pelizzer 62’ | Marcatori |  |

| Arbitro: | Cosseddu (Nuoro) |

|                  |           |  |
| Ferri Marini 70’ | Marcatori |  |

| Arbitro: | Terribile (Bassano del Grappa) |

|                  |           |                                          |
| Valenta 49’, 68’ | Marcatori | 44’ Pinto 60’, 84’ Ferri Marini 63’ Aliù |

## Statistiche

### Statistiche di squadra
| Competizione | Punti | In casa | In casa | In casa | In casa | In casa | In casa | In trasferta | In trasferta | In trasferta | In trasferta | In trasferta | In trasferta | Totale | Totale | Totale | Totale | Totale | Totale | D.R. |
| Competizione | Punti | G       | V       | N       | P       | Gf      | Gs      | G            | V            | N            | P            | Gf           | Gs           | G      | V      | N      | P      | Gf     | Gs     | D.R. |
| ------------ | ----- | ------- | ------- | ------- | ------- | ------- | ------- | ------------ | ------------ | ------------ | ------------ | ------------ | ------------ | ------ | ------ | ------ | ------ | ------ | ------ | ---- |
| Serie D      | 81    | 19      | 11      | 8       | 0       | 35      | 19      | 19           | 12           | 4            | 3            | 30           | 16           | 38     | 23     | 12     | 3      | 65     | 35     | +30  |

### Andamento in campionato
| Giornata  | 1 | 2 | 3 | 4 | 5 | 6 | 7 | 8 | 9 | 10 | 11 | 12 | 13 | 14 | 15 | 16 | 17 | 18 | 19 | 20 | 21 | 22 | 23 | 24 | 25 | 26 | 27 | 28 | 29 | 30 | 31 | 32 | 33 | 34 | 35 | 36 | 37 | 38 |
| --------- | - | - | - | - | - | - | - | - | - | -- | -- | -- | -- | -- | -- | -- | -- | -- | -- | -- | -- | -- | -- | -- | -- | -- | -- | -- | -- | -- | -- | -- | -- | -- | -- | -- | -- | -- |
| Luogo     | T | C | T | C | T | T | C | T | C | T  | C  | T  | C  | T  | C  | T  | C  | T  | C  | C  | T  | C  | T  | C  | C  | T  | C  | T  | C  | T  | C  | T  | C  | T  | C  | T  | C  | T  |
| Risultato | V | V | V | N | N | V | V | P | V | V  | V  | N  | N  | N  | N  | V  | V  | N  | N  | V  | V  | V  | V  | N  | N  | V  | N  | P  | V  | V  | N  | V  | V  | V  | V  | P  | V  | V  |
| Posizione | 3 | 2 | 1 | 1 | 2 | 1 | 1 | 3 | 1 | 1  | 1  | 1  | 1  | 1  | 1  | 1  | 1  | 1  | 2  | 1  | 1  | 1  | 1  | 1  | 1  | 1  | 1  | 1  | 1  | 1  | 1  | 1  | 1  | 1  | 1  | 1  | 1  | 1  |

Legenda:

Luogo: C = Casa; T = Trasferta. Risultato: V = Vittoria; N = Pareggio; P = Sconfitta.